# Gigi Chessa

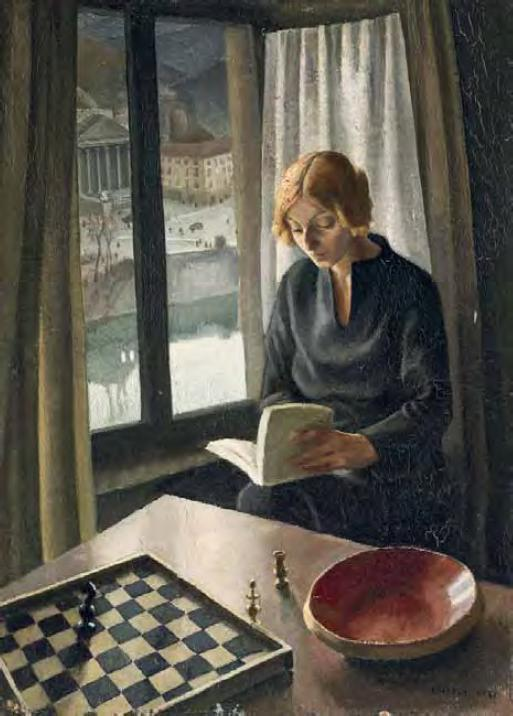
Gigi Chessa
Interno, 1921

Gigi Chessa (Torino, 15 maggio 1898 – Torino, 23 aprile 1935) è stato un pittore, scenografo, arredatore e pubblicitario italiano.

## Biografia
Luigi Chessa, noto come Gigi, era figlio d'arte: era nato da Carlo, acquafortista e pittore, e dalla pittrice Luisa Carelli. Dopo l'infanzia a Parigi, dal 1909 ha vissuto a Torino. Fra il 1914 e il 1918 ha frequentato l'Accademia Albertina, poi lo studio del pittore Agostino Bosia. Nel 1919 sua sorella Maria sposò Felice Carena. Con Felice Casorati, Felice Carena e Bosia, Gigi Chessa espose a Torino nel 1918. Nel 1920 incontrò a Roma Armando Spadini, poi si trasferì per molti mesi ad Anticoli Corrado, non lontano dalla Capitale, insieme a suo cognato Felice Carena. Alla Biennale romana del 1921 ammirò Giovanni Fattori, e alla Biennale di Venezia del 1922 fu attratto da Paul Cézanne e dai post-impressionisti.

### Esposizioni

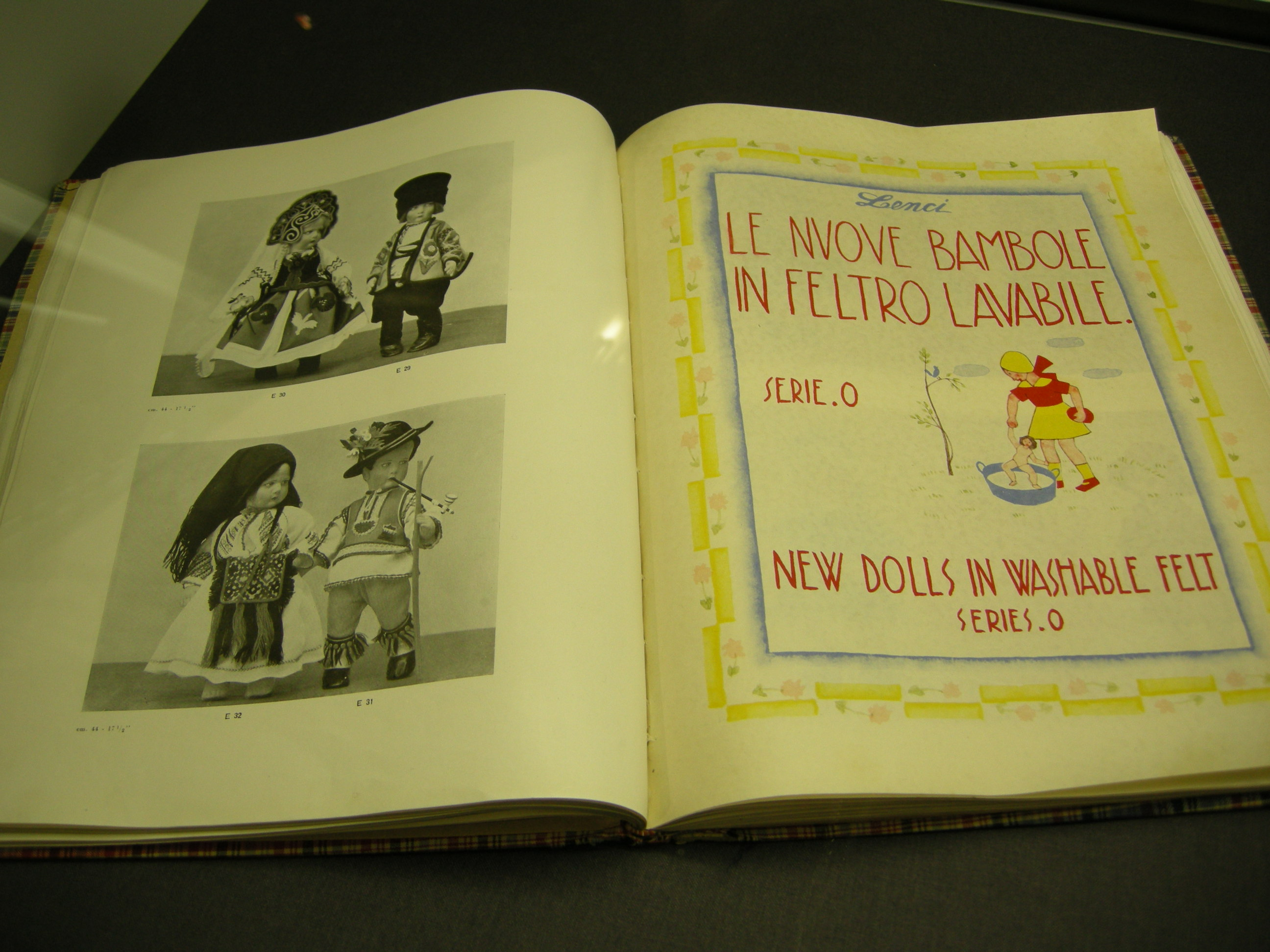
Catalogo Lenci, 1936

Nel 1922 era presente alla Promotrice di Torino e iniziò la collaborazione con la ditta Lenci, per la quale eseguì disegni di mobili e di tappeti e più tardi di ceramiche, dimostrando di essere un artista completo e versatile. Nel 1923 fu premiato alla I Biennale delle arti decorative di Monza.
Partecipò con dipinti alla I Quadriennale di Torino e alla XIV Mostra veneziana di Ca' Pesaro, dove presentò le tele dipinte ad Anticoli Corrado, dichiarando di essere allievo e seguace di Felice Casorati. Nel 1924 espose alla galleria Pesaro di Milano e al Lido di Venezia e nel 1925 alla Società Fontanesi, a Torino. 

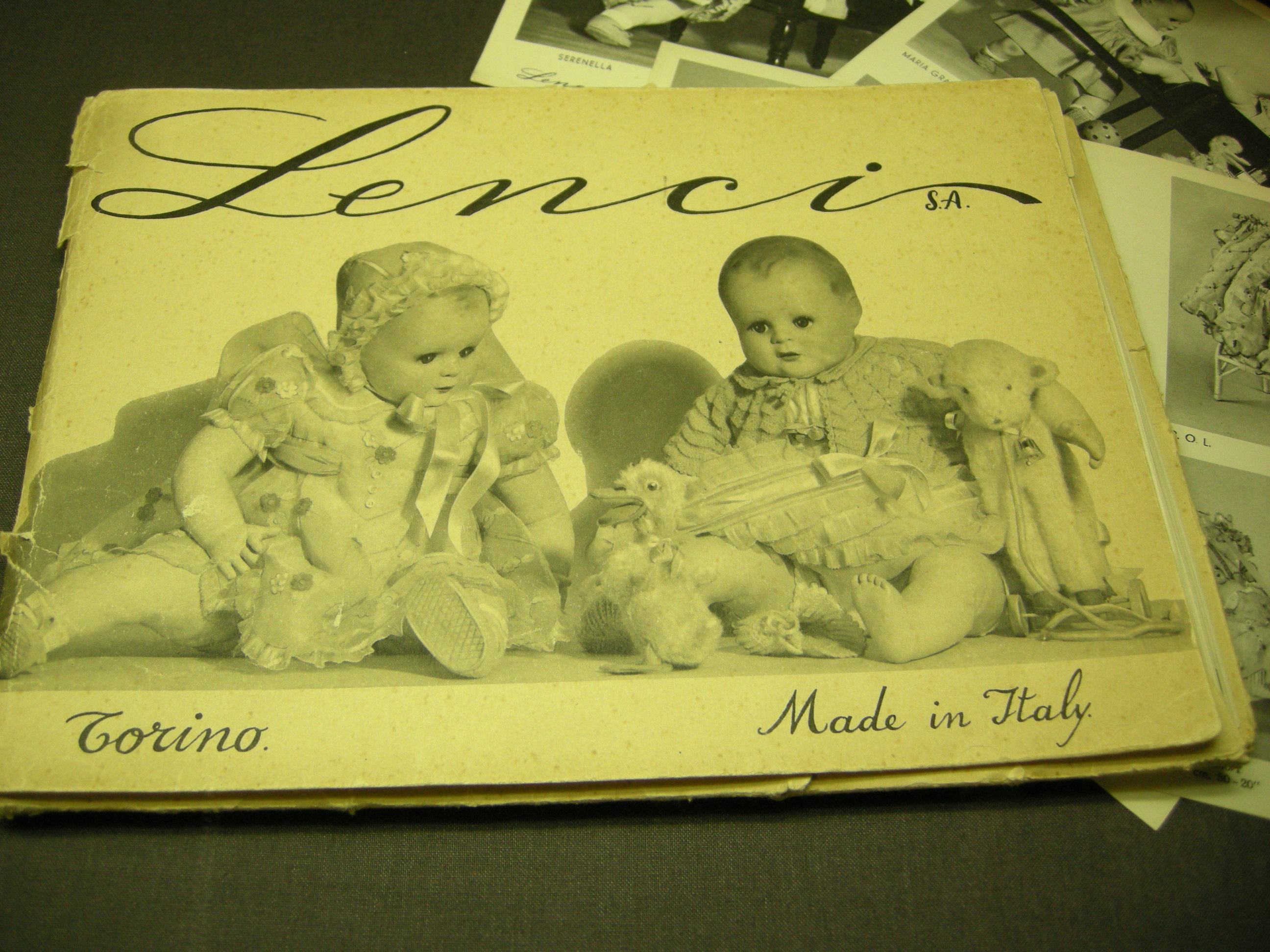
Catalogo Lenci, 1931

### Nel mondo del teatro
Nel 1925 Gigi Chessa, su richiesta dell'imprenditore e mecenate Riccardo Gualino, eseguì il restauro del vecchio teatro Scribe che cambiò nome in Teatro di Torino: fu distrutto nel 1942 da un bombardamento. Ne progettò le poltroncine, con grande rosone stilizzato centrale, in una linea compatta che si richiamava allo stile Impero. Nel 1925 disegnò scene e costumi per L'italiana in Algeri di Rossini, nel 1926 scene e costumi per La sacra rappresentazione di Abraham e Isaac di Ildebrando Pizzetti, diretta dall'autore, e per Alceste di C. W. Gluck. Per il Teatro Gualino, nel 1925, ideò le scene e i costumi per La Luna, balletto di L. Perrachio, tratto da un racconto dei Fratelli Grimm; per il Metropolitan di New York, nel 1926, disegnò scene e costumi per il balletto La Giara musicato da Alfredo Casella.
Pittore di paesaggi, di nudi, di ritratti, di nature morte, colorista raffinato e moderno interprete dell'impressionismo, Gigi Chessa nel 1926 aderì alla I Mostra del Novecento italiano a Milano, ma senza inviare sue opere; nel 1927 fu presente alla Quadriennale di Torino e alla Mostra di pittori italiani contemporanei al Musée d'art et d'histoire di Ginevra (sezione: Museo Rath). Nello stesso anno ottenne la cattedra di Scenografia alla Scuola superiore di Architettura di Torino ed espose alla III Biennale di Monza l'arredamento di una Farmacia: semplice e moderno, stilizzato ed essenziale, secondo i dettami del Razionalismo.
Nel 1928 fu presente alla XVI Biennale di Venezia - dove presentò il bozzetto di una scena, realizzato per il Teatro di Torino - e eseguì anche le decorazioni di alcune sale espositive. Partecipò alla I Mostra di Architettura Razionale a Roma e sempre nel 1928 progettò i padiglioni dei Fotografi e delle Valli di Lanzo, per l'Esposizione di Torino del 1930 e collaborò alla progettazione della Sala d'estate della V Triennale di Milano.

### Gruppo deiSei di Torino
Felice Casorati nel 1923, nel suo studio torinese di via Mazzini, aveva aperto una scuola per giovani artisti: tra i suoi allievi c'erano Francesco Menzio, Carlo Levi, Gigi Chessa, Jessie Boswell, Enrico Paulucci e Nicola Galante. In seguito essi si associarono, sotto la sigla dei Sei di Torino.
Il gruppo torinese - in opposizione a novecentisti che realizzavano opere di taglio falsamente classico e che rifiutavano ogni influenza dell'arte straniera - si riconosceva nei filoni innovativi dell'arte moderna europea. I sei artisti torinesi esposero insieme, a gennaio 1929 alla galleria Guglielmi, ad aprile al Circolo della stampa di Genova e a novembre alla galleria Bardi di Milano. Nel 1931, la loro mostra alla galleria Bardi di Roma fu inaugurata in contemporanea e in concorrenza polemica con l'apertura della Quadriennale romana. Furono sostenuti dalla critica più attenta alle innovazioni del Razionalismo, in particolare da Lionello Venturi e da Edoardo Persico.

### Pubblicità e arredamento
Nel 1930 Gigi Chessa disegnò pubblicità per le ditte Venchi Unica e Vis Securit e l'arredamento per la ditta Solaro. Nel 1932 allestì vetrine per la Mostra della moda a Torino e disegnò l'arredamento del bar Fiorina. Collaborò nel 1930 con l'architetto Cuzzi per la villa Borsetti a Balme. Nel 1929, 1930, 1932 e 1935 prese parte alla mostra della Promotrice torinese; nel 1929 alla II Mostra del Novecento; nel 1930 e 1932, alla Biennale di Venezia; nel 1930 alla Mostra del Novecento a Buenos Aires, nel 1931 alla Esposizione internazionale di Barcellona, nel 1932 alla Rassegna d'arte italiana a Vienna e nel 1930 e 1933 alla Triennale di Milano. La malattia, che lo uccise giovanissimo, sembrava aver accelerato al massimo la sua attività. Nell'anno della sua morte gli fu dedicata una retrospettiva, presentata da Carlo Levi.

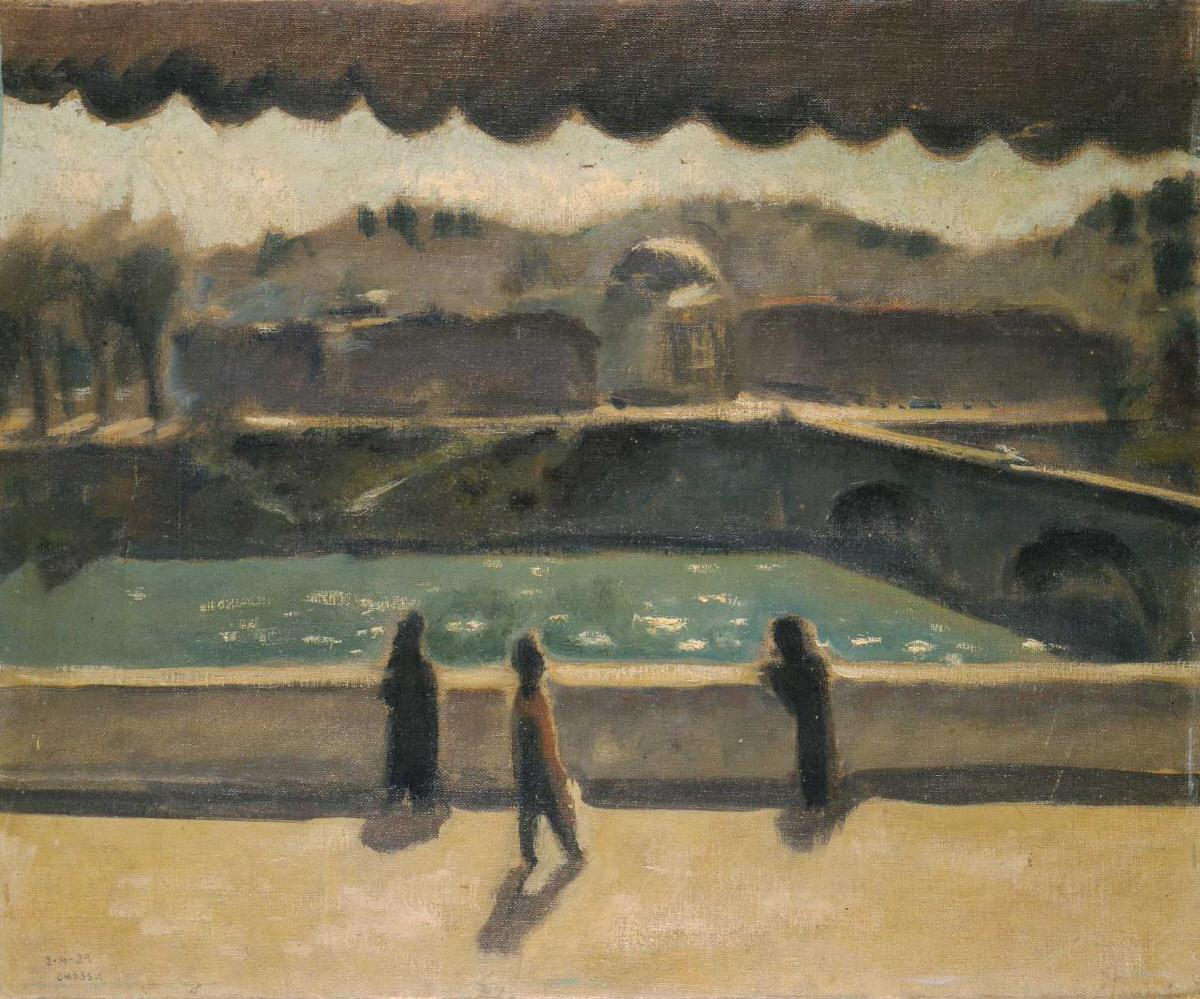
Gigi Chessa, Mezzogiorno (Meriggio)

Sue opere furono esposte nella mostra "I sei di Torino, 1929-1932", alla Galleria civica di Torino, nel 1965 e nella mostra "Arte moderna in Italia, 1915-1935", nel 1967, a Firenze.

### Sue opere in Musei
- Galleria nazionale d'arte moderna di Roma,
- Gallerie civiche di Torino, di Firenze, di Milano, di Terni,
- Stedelijk Museum di Amsterdam,
- Museo d'arte moderna di Mosca.